# Honestly, Nevermind
Honestly, Nevermind —en español: Honestamente, no importa— es el séptimo álbum de estudio del rapero canadiense Drake. Fue publicado bajo los sellos discográficos OVO Sound y Republic Records el 17 de junio de 2022. Está compuesto por catorce temas y cuenta con la única contribución especial del rapero británico 21 Savage, y la producción de una variedad de productores, incluidos Carnage, Black Coffee y 40.

## Antecedentes y promoción
El rapero canadiense Drake lanzó su sexto álbum de estudio Certified Lover Boy el 3 de septiembre de 2021, luego de retrasar su lanzamiento varias veces. Con dos sencillos, el álbum recibió críticas mixtas de los críticos y debutó en el número uno en el Billboard 200.
Nueve meses después, Drake anunció por sorpresa Honestly, Nevermind en las plataformas de redes sociales el 16 de junio de 2022, el mismo día de las Finales de la NBA de 2022, para un lanzamiento planificado para el día siguiente. Drake también reveló durante el programa que estaba trabajando en una nueva producción llamado Scary Hours 3.
En la tarde del 16 de junio de 2022, OVO Sound anunció en Twitter que Drake estrenaría su propio programa de radio Table For One en Sound 42 más tarde esa noche a las 11:00 p. m. EST. Unas horas más tarde, Drake hizo un anuncio sorpresa en Instagram de que lanzaría su séptimo álbum de estudio, Honestly, Nevermind más tarde esa medianoche.
El álbum está dedicado al diseñador de moda estadounidense Virgil Abloh, quien murió en 2021.
El sencillo principal del álbum, «Falling Back», fue lanzado junto con el álbum. Dirigido por el Director X, el video muestra a Drake casándose con 23 mujeres diferentes. El jugador de baloncesto canadiense Tristan Thompson hace acto de presencia como su padrino.
Los segundos sencillos dobles, «Sticky» y «Massive» se enviaron a la radio rítmica contemporánea y la radio contemporánea, respectivamente, el 21 de junio de 2022.

## Composición
Honestly, Nevermind es principalmente un disco house, con influencias de dance, hardcore techno y Jersey Club, hardcore techno, R&B, Ampiapiano, cultura ball y el estilo tradicional de hip hop de Drake.

## Recepción crítica
Metacritic, que asigna una calificación normalizada de 100 a las reseñas de publicaciones profesionales, otorgó a Honestly, Nevermind una puntuación promedio de 76, basada en cuatro reseñas, lo que indica «reseñas generalmente favorables».
En una reseña positiva, Robin Murray de Clash llamó a Honestly, Nevermind un «rompecabezas que llevará mucho tiempo desbloquear por completo» y «un cambio radical devastador que fascinará y frustrará en igual medida». En su reseña, Alexis Petridis de The Guardian afirma: «El nuevo álbum de la superestrella canadiense está sorprendentemente lleno de música house, pero sus quejas pasivo-agresivas se vuelven aburridas».
En una crítica más negativa, David Smyth de Evening Standard opinó que Honestly, Nevermind se sentía como «una obra menor» dentro de la discografía de Drake, y continuó diciendo que «[Drake] parece que no se está esforzando mucho».

## Desempeño comercial
«Honestly, Nevermind» debutó en el número uno en la lista Billboard 200, con 204 000 unidades equivalentes a álbumes, incluidas 11 000 ventas de álbumes puros. Sus pistas obtuvieron un total de 250.23 millones de reproducciones bajo demanda. El álbum es el undécimo álbum número uno de Drake en los Estados Unidos.

## Lista de canciones
| Listado de canciones de Honestly, Nevermind |                               | |                                                 |          |  |
| N.º                                         | Título                        | Escritor(es) | Productore(s)                                   | Duración |  |
| 1.                                          | «Intro»                       | Aubrey Graham Kaushik Barua | Kid Masterpiece                                 | 0:36     |  |
| 2.                                          | «Falling Back»                | Graham André Boadu Gregor Sütterlin Alex Lustig Christian Astrop | &ME Rampa Alex Lustig Beau Nox                  | 4:26     |  |
| 3.                                          | «Texts Go Green»              | Graham Noel Cadastre Nkosinathi Maphumulo Esona Tyolo | Black Coffee Esona Tyolo                        | 5:08     |  |
| 4.                                          | «Currents»                    | Graham | Black Coffee Carnage                            | 2:37     |  |
| 5.                                          | «A Keeper»                    | Graham Boadu Sütterlin | &ME Rampa Wondra030                             | 2:53     |  |
| 6.                                          | «Calling My Name»             | Graham Blackmon Johannes Klahr Richard Zastenker Lustig Astrop | Carnage Klahr Richard Zastenker Lustig Beau Nox | 2:09     |  |
| 7.                                          | «Sticky»                      | Graham Blackmom Ry Cuming | Carnage RY X                                    | 4:03     |  |
| 8.                                          | «Massive»                     | Graham Blackmon Klahr Zastenker | Carnage Klahr Zastenker                         | 5:36     |  |
| 9.                                          | «Flight's Booked»             | Graham Riziki Barua Lustig Astrop Nile Goveia Marsha Ambrosius Vidal Davis                                                                                                 | Kid Masterpiece Lustig Beau Nox Govi            | 4:14     |  |
| 10.                                         | «Overdrive»                   | Graham James Bryan Lustig Astrop Shebib Maphumolo | 40 Black Coffee                                 | 3:22     |  |
| 11.                                         | «Down Hill»                   | Graham Riziki Shebib | 40                                              | 4:10     |  |
| 12.                                         | «Tie That Binds»              | Graham Blackmon Marcel Kosic R. Ginton | Carnage Vlado Ginton                            | 5:36     |  |
| 13.                                         | «Liability»                   | Graham N. Lieberthal Tim Suby | Nyan Tim Suby                                   | 3:57     |  |
| 14.                                         | «Jimmy Cooks» (ft. 21 Savage) | Graham Shéyaa Abraham-Joseph Douglas Ford Brytavious Chambers Anderson Hernandez Kevin Gomringer Tim Gomringer Ibn Young Harry Ray Al Goodman Artem Teslenko Walter Morris | Tay Keith Vinylz Cubeatz Tizzle                 | 3:38     |  |
| 52:25                                       |                               | |                                                 |          |  |

## Posicionamiento en listas
| Lista (2022)                                         | Mejor posición |
| ---------------------------------------------------- | -------------- |
| Australian Albums (ARIA)                             | 2              |
| Alemania (Offizielle Top 100)                        | 3              |
| Bélgica (Ultratop valona)                            | 2              |
| Bélgica (Ultratop flamenca)                          | 4              |
| Canadá Canadian Albums Chart (Billboard)             | 1              |
| Dinamarca (Hitlisten)                                | 2              |
| Estados Unidos (Billboard 200)                       | 1              |
| Estados Unidos (Dance/Electronic Albums) (Billboard) | 1              |
| Estados Unidos (Top R&B/Hip-Hop Albums) (Billboard)  | 1              |
| Francia (SNEP)                                       | 6              |
| Finlandia (Suomen Virallinen Lista)                  | 3              |
| Irlanda (OCC)                                        | 2              |
| Italian Albums (FIMI)                                | 6              |
| Japanese Hot Albums (Billboard Japan)                | 87             |
| Lithuanian Albums (AGATA)                            | 3              |
| Países Bajos (Album Top 100)                         | 1              |
| República Checa (ČNS IFPI)                           | 11             |
| Noruega (VG-lista)                                   | 2              |
| Nueva Zelanda (RMNZ)                                 | 1              |
| Swedish Albums (Sverigetopplistan)                   | 2              |
| Suiza (Schweizer Hitparade)                          | 1              |
| Reino Unido (Official Albums Chart)                  | 2              |
| Reino Unido (UK Dance Chart)                         | 1              |

## Realización histórica
| Región | Fecha               | Formato(s)                 | Disquera     | Ref.   |
| ------ | ------------------- | -------------------------- | ------------ | ------ |
| Varios | 17 de junio de 2022 | Descarga digital streaming | OVO Republic | [ 57 ] |